# Ашикага Јошитеру
Ашикага Јошитеру (1535-1565)  био је 13. шогун из династије Ашикага (владао 1546-1665). Његово убиство у државном удару (1565) послужило је као изговор Ода Нобунаги за поход на Кјото (1568), чиме је отпочело уједињење Јапана након анархије Сенгоку периода (1467-1600).

## Биографија
Након Онинског рата (1467-1477) Јапан је запао у период анархије познат као Период зараћених држава (Сенгоку). Шогунат Ашикага, који је до рата управљао провинцијама преко војних гувернера (шуго), изгубио је власт у провинцијама: неки гувернери су се осамосталили (клан Такеда), неке су збацили локални великаши (даимјо), а неке устанци сељака (Ико-Ики). До почетка 15. века власт шогуна спала је на Кјото и 5 околних провинција (тзв. Кинај, у преводу Пет домаћих провинција - Јамаширо, Јамато, Кавачи, Изуми и Сетсу), али и у њима су гувернери и локални великаши настојали да се осамостале. Десети шогун Ашикага Јошитане (1465-1522) био је два пута (1491. и 1521) протеран из Кјота од стране побуњених великаша, а једанаести шогун Ашикага Јошизуми (1478-1511) и дванаести Ашикага Јошихару (1510-1550) били су пуке марионете у рукама локалних феудалних господара.
Ашикага Јошитеру наследио је оца Јошихару-а као 13. шогун из династије Ашикага,али стварна власт у Кјоту и Пет домаћих провинција била је у рукама локалних великаша које је предводио Мијоши Нагајоши (умро 1564). Јошитеру је покушао да се ослободи доминације клана Мијоши тако што је склопио савез са Хосокава Харумотом против њих, али је завера откривена и шогун натеран да протера своје савезнике. Оставши тако без подршке, шогун је био у потпуној власти својих непријатеља: у пролеће 1565. Мијоши Јошицугу (Нагајошијев наследник) склопио је заверу са Матсунага Хисахиде-ом да га убије. Завереници са напали шогунову палату 19. маја у зору: сам Јошитеру, који је био врстан мачевалац (ученик чувеног мајстора Цукахара Бокуден-а), неколико пута је потиснуо нападаче и ранио много људи, а затим је запалио палату и извршио сепуку.
Шогунов млађи брат Суко (Јошихаруов трећи син), опат Зен манастира Рокуонин у Кјоту убијен је у исто време (након што је његов слуга Миноја Коширо убио воћу нападача, Хирата Изуми-ја), а заверници су довели на власт њиховог рођака Ашикага Јошихиде-а (1564-1568), који је постао 14. шогун Ашикага. Јошихидеов једини преживели брат, Ашикага Јошиаки, био је у то време монах Какеи у манастиру Ичиђоин (Хосо секте) у Нари.